# José Ángel Espinoza
José Ángel Espinoza Aragó, també conegut com a Ferrusquilla (Choix, Sinaloa, 2 d'octubre de 1919―Mazatlán, 6 de novembre de 2015), va ser un cantant, compositor i actor mexicà de l'anomenada Època d'Or del cinema mexicà.

## Biografia

### Primers anys: de metge a músic
Quan envidua el seu pare es muden al Guayabo, a la vora del riu Fuerte. Temps després es van a viure a Los Mochis, on un dels seus mestres li va proposar mudar-se a Mazatlán, amb l'objecte de continuar els seus estudis. A Mazatlán va fer molts amics, i va ser precisament un grup d'ells els qui el 1937 el van pujar a un tren amb destinació a la Ciutat de Mèxic, ja que volia ser metge. Però la seva veritable vocació li va dictar ingressar al Conservatori Nacional de Música, on va rebre la preparació teòrica musical sobre la qual anys més tard brodaria la seva inspiració com a compositor.

### Trajectòria en la ràdio
El 1937, a l'edat de 18 anys, va arribar a la Ciutat de Mèxic amb la intenció d'estudiar medicina. El 1938 va entrar a treballar en la XEQ. Al principi, feia manats, després li van donar l'oportunitat de treballar com a locutor i finalment, de manera inesperada, es va introduir en l'actuació, amb el paper de "Ferrusquilla", al programa anomenat Fifirafas. En aquesta emissió, que de la nit al dia es va quedar sense elenc, José Ángel va haver de fer vuit veus diferents per treure a flotació la producció, motiu pel qual va ser batejat com "L'home de les mil veus", i d'aquí va adquirir el malnom amb el qual se li coneixeria la resta de la seva vida.

### Trajectòria al cinema
I després com a actor i en el doblatge de pel·lícules. Ferrusquilla va actuar en al voltant de 80 pel·lícules. Va treballar amb llegendes del cinema nacional mexicà, com Carmen Montejo, Sara García, María Félix, Jorge Negrete i moltes més. També va compartir la pantalla amb personalitats com Richard Burton, Anthony Quinn, Boris Karloff, John Wayne, Clint Eastwood, Dean Martin, Robert Mitchum, Brigitte Bardot i Jeanne Moreau.

### Trajectòria com a compositor
La seva passió per la música el va portar a estudiar en el Conservatori Nacional, on va aprendre a sistematitzar la seva inspiració amb mestres com Silvestre Revueltas, Manuel M. Ponce i Jerónimo Baqueiro Foster. Va ser així que en la dècada dels anys 50 va donar a conèixer la seva primera composició "Als amics que tinc", gravada per Pedro Infante. Com a compositor, la seva obra mestra va ser Échame a mí la culpa, que li va llançar a la fama i que va ser tan popular a Espanya que es va rodar una pel·lícula del mateix nom, amb les actuacions de Lola Flores i Miguel Aceves Mejía. Per 1980, la mateixa cançó va tornar a popularitzar-se en la veu del cantant anglès Albert Hammond, qui va rebre del propi José Ángel Espinoza el premi com el Millor Intèrpret de l'Any. No obstant això, van ser moltes les cançons que van sorgir de la seva inspiració, com "El tiempo que te quede libre", gravada en el seu moment per Manoella Torres i posteriorment per María Dolores Prada; "La ley del monte", un dels més grans èxits de Vicente Fernández; "Cariño nuevo", "Sufriendo a solas".

### Defunció
Va morir el 6 de novembre de 2015, als 96 anys, després de ser hospitalitzat per un vessament cerebral a Mazatlán, Sinaloa, on vivia. Gonzalo Curiel, integrant de la Societat d'Actors i Compositors de Mèxic (SACM), va confirmar la mort del prolífic compositor, ocorreguda en un nosocomi de Mazatlán, Sinaloa, ciutat on radicava.

## Reconeixements
El 1976 va rebre, juntament amb Lola Beltrán i Tito Guízar, la Medalla de la Pau de l'Organització de les Nacions Unides, a Nova York. La Universitat Autònoma de Sinaloa li va atorgar el títol de doctor honoris causa en 2008.

## Curiositats
- En el setè art va intervenir en més de 80 pel·lícules, en les quals va alternar amb figures com María Félix, Carmen Montejo, Sara García i Jorge Negrete.
- Va ser el pare de les actrius Angélica Aragón i d'Isaura Espinoza.
- Destaca la seva participació en la cinta "El hombre de papel" inspirada en el llibre "El Billete" de Luis Spota, que va ser rodada el 1963 sota l'adreça d'Ismael Rodríguez.
- També va participar en el doblatge, en donar vida al personatge de Mickey Rooney en "Fuego de Juventud".
- A nivell internacional, va participar en films protagonitzats per estrelles com Richard Burton, Anthony Quinn, Boris Karloff, John Wayne, Clint Eastwood, Dean Martin, Robert Mitchum, Brigitte Bardot i Jeanne Moreau.
- El 1976, va rebre juntament amb Lola Beltrán i Tito Guízar, la Medalla de la Pau de l'Organització de les Nacions Unides (ONU), a Nova York.
- Va rebre diversos homenatges de la ANDA i l'ANDI. En 2012, pel 94è aniversari del seu naixement i la celebració de 75 anys de carrera, va rebre un homenatge en el Teatre de la Ciutat Esperanza Iris.
- En 2013, va escriure "Jazmín", dedicada al seu assistent.